# Peter Schwingen
Peter Schwingen (né le 14 octobre 1813 à Muffendorf, mort le 6 mai 1863 à Düsseldorf) est un peintre allemand.

## Biographie
Fils de petits paysans, il vient à l'âge de 19 ans, soutenu par une bourse de l'état prussien attribuée grâce à Marie-Anne-Amélie de Hesse-Hombourg, à l'académie des beaux-arts de Düsseldorf. Il a pour professeurs Karl Ferdinand Sohn, Theodor Hildebrandt et Wilhelm von Schadow. En 1837, peu avant la naissance de sa fille Caroline Philippine, il épouse Magdalene Philippine, la fille de son propriétaire, le maître tailleur Schmitz.

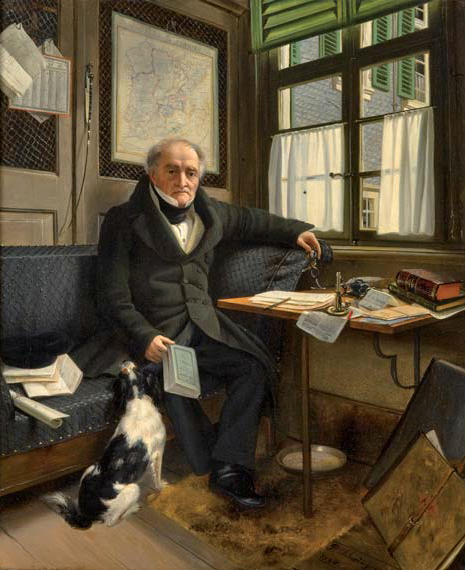
Portrait de Peter de Weerth, 1838

Schwingen reçoit de nombreuses commandes de portraits d'Elberfeld et de Barmen, qu'il crée en tant que portraits d'intérieur et emprunte un chemin inhabituel pour Düsseldorf. Il s'inspire de l'art hollandais du XVIIe siècle. En outre, il combine dans ses portraits la caractérisation de l'individu avec une représentation factuellement rigoureuse, un concept qu'il a trouvé dans les portraits de Heinrich Christoph Kolbe. De cette façon, il donne une image réaliste du style de vie bourgeois et de la culture domestique de la décennie avant la révolution de 1848. Par l'entremise de Johann Josef Scotti (de), il fait quatorze portraits du marchand Peter de Weerth (de).
Ses peintures de genre reprennent les thèmes de son environnement rural natal au moment du Vormärz. Il peint des formats plus grands peu de temps avant sa mort et peut se permettre en raison de ses ventes stables d'habiter un appartement dans un bon quartier résidentiel de Düsseldorf. Aujourd'hui, on suppose que Schwingen est l'auteur d'environ 200 peintures à l'huile, dont environ 150 sont répertoriées.
L'historien d'art Walter Cohen le découvre et lui consacre plusieurs publications, mais il ne connaît que quelques œuvres de Schwingen de son propre point de vue. La Société Peter Schwingen à Bonn-Bad Godesberg se consacre à la recherche et à la publication de ses œuvres. Schwingen est aujourd'hui considéré comme l'un des principaux peintres de genre de l'école de Düsseldorf.